# Bubenické sólo
Bubenické sólo je instrumentální sólo hrané na bicí soupravu. Sólo na bicí může být připravené nebo improvizované a může být libovolně dlouhé, dokonce se i takové sólo může stát hlavním představením. V rocku jsou bubenická sóla výjimečná tím, že jsou tradičně doprovázena minimálně nebo vůbec, zatímco jiné nástroje mohou hrát sóla s doprovodem nebo bez doprovodu. Jsou také typicky volné v tom smyslu, že se nemusí nutně držet tempa, stylu nebo struktury písně, kterou doprovázejí. 
V jazzu se bubenická sóla obvykle striktně drží tempa a formy skladby a mohou být sporadicky doprovázena ostatními nástroji; mohou si také „vyměňovat čtyřky“ nebo se střídat ve čtyřtaktových sólech se zbytkem kapely. Mohou si také vyměňovat osmičky, dvanáctky (v případě blues), dvojky, jednotlivé takty nebo celé refrény.